# Gabriel Mas Arbona
Gabriel Mas Arbona Sao (Montuïri, Illes Balears, 9 de març de 1933) va ser un ciclista mallorquí que fou professional entre 1957 i 1966. Els seus èxits més destacats tingueren lloc el 1959, en guanyar una etapa de la Volta a Espanya, i el 1960, en guanyar la victòria final a la Volta a Andalusia.

## Palmarès
- 1957
  - Vencedor d'una etapa de la Volta a Andalusia
  - Vencedor d'una etapa de la Volta a Astúries
- 1959
  - 1r a Barcelona
  - Vencedor d'una etapa de la Volta a Espanya
- 1960
  - 1r a la Volta a Andalusia

### Resultats a la Volta a Espanya
- 1958. 18è de la classificació general
- 1959. 39è de la classificació general. Vencedor d'una etapa
- 1960. Abandona
- 1961. 35è de la classificació general
- 1964. 38è de la classificació general

### Resultats al Giro d'Itàlia
- 1960. 51è de la classificació general
- 1961. 17è de la classificació general

### Resultats al Tour de França
- 1960. Abandona (6a etapa)
- 1963. 40è de la classificació general
- 1964. Abandona (7a etapa)